# Mateus Totô
Mateus Eduardo Inforsatti Araújo (* 8. Mai 1995 in Taiaçu, SP), auch als Mateus Totô bekannt, ist ein brasilianischer Fußballspieler.

## Karriere
Mateus Totô erlernte das Fußballspielen in Jugendmannschaft vom Comercial FC im brasilianischen Ribeirão Preto. Hier unterschrieb er auch seinen ersten Profivertrag. Im Anschluss spielte er bis 2020 für die brasilianischen Vereine EC São José, Cianorte FC, Sertãozinho FC, Resende FC, CA Linense und dem EC São Luiz. Vom 1. Juli 2017 bis Jahresende wurde er von Cianorte an den südkoreanischen Zweitligisten Busan IPark ausgeliehen. Anfang Januar 2021 wechselte er nach Kuwait, wo er sich dem al-Sahel SC anschloss. Nach einem halben Jahr wechselte er im Juli 2021 in die Vereinigten Arabischen Emirate. Bei dem Verein aus dem Emirat Schardscha stand er bis Ende August 2021 unter Vertrag. Am 1. September 2022 ging er wieder nach Kuwait. Hier verpflichtete ihn der Erstligist Kazma SC. Über den saudi-arabischen Zweitligisten Al-Washm Club wechselte er im Juli 2022 nach Thailand. Hier nahm ihn der Zweitligist Kasetsart FC aus der Hauptstadt Bangkok unter Vertrag. Für den Zweitligisten bestritt er 34 Ligaspiele. Im Sommer 2023 wurde sein Vertrag nicht verlängert. Im September 2023 unterschrieb er im Irak einen Vertrag bei Amanat Bagdad. Mit dem Verein aus Bagdad spielte er in der zweiten Liga. Nach vier Monaten verließ er den Verein und schloss sich Mitte Januar 2024 in Bahrain dem Erstligisten Al-Shabab an. Hier stand er bis Ende Juli 2024 unter Vertrag. Den Rest des Jahres spielte er im Irak beim Erstligaaufsteiger Diyala SC in  Diyala. Ende Dezember 2024 ging er wieder nach Thailand. Hier nahm ihn der Zweitligist Trat FC unter Vertrag.